# Polaroid Z340
Polaroid Z340 是一部由宝丽来在2011年11月8日推出的即时成像数码照相机，包含了一个特殊的系统，可以在45秒内将影像呈现在特殊的相纸上。作为一台数码相机，Z340拥有一千四百万像素；额外附带有 Zink打印系统 ，该系统输出相片并不需要额外的墨水盒，而由相纸本身的材料进行化学反应以显示出影像。其使用的可充式锂电池，可以一次性最多打印25张照片。
Z340 被设计为类似二十世纪八十年代流行的Polaroid Spectra的外观。而后者重约23盎司，约合0.65千克。
同期，宝丽来发布了无拍照功能，仅能打印与Z340同规格的3x4寸相纸的便携式打印机，GL10。